# Королёв, Сергей Иванович
Сергей Иванович Королёв (21 марта 1937, Ленинград — 2 апреля 2007, там же) — советский шахматист, мастер спорта СССР (1964), гроссмейстер ИКЧФ (1994).

## Биография
Инженер. Специалист в области ракетно-космической техники. Окончил Ленинградский военно-механический институт. Работал в этом же институте. Доктор технических наук. Последняя должность — профессор кафедры М1.
Воспитанник Ленинградского дворца пионеров. Четыре раза участвовал в чемпионатах Ленинграда (лучший результат показал в 1962 г.). В составе сборной Ленинграда завоевал серебряную медаль командного чемпионата СССР среди юношей 1953 г.
Добился значительных успехов в игре по переписке. В составе сборной Ленинграда стал победителем 5-го командного чемпионата СССР (лучший результат на 4-й доске). В составе сборной СССР стал победителем командного чемпионата Европы (лучший результат на 6-й доске). В составе сборной СССР победил в 10-й заочной олимпиаде (лучший результат на 6-й доске). Участвовал в финале 17-го чемпионата мира.

## Спортивные результаты
| Год                       | Город                                                                      | Соревнование                                                               | +  | −  | = | Результат | Место                                   |
| ------------------------- | -------------------------------------------------------------------------- | -------------------------------------------------------------------------- | -- | -- | - | --------- | --------------------------------------- |
| 1962                      | Ленинград                                                                  | Чемпионат Ленинграда                                                       |    |    |   |           | 6—7                                     |
| 1963                      | Ленинград                                                                  | Чемпионат Ленинграда                                                       |    |    |   |           | [ 8 ]                                   |
| 1964                      | Ленинград                                                                  | Чемпионат Ленинграда                                                       |    |    |   |           | [ 9 ]                                   |
| 1973                      | Ленинград                                                                  | Чемпионат Ленинграда                                                       |    |    |   |           | [ 10 ]                                  |
| СОРЕВНОВАНИЯ ПО ПЕРЕПИСКЕ |                                                                            |                                                                            |    |    |   |           |                                         |
| 1973—1975                 | 4-й командный чемпионат СССР (сборная Ленинграда, 5-я доска)               | 4-й командный чемпионат СССР (сборная Ленинграда, 5-я доска)               | 12 | 0  | 0 | 12 из 12  | Команда — 2-е место, 1-е место на доске |
| 1975—1978                 | 5-й командный чемпионат СССР (сборная Ленинграда, 4-я доска)               | 5-й командный чемпионат СССР (сборная Ленинграда, 4-я доска)               |    |    |   | 11 из 12  | Команда — чемпион, 1-е место на доске   |
| 1980—1983                 | Командный чемпионат Европы (сборная СССР, 6-я доска)                       | Командный чемпионат Европы (сборная СССР, 6-я доска)                       | 8  | 0  | 1 | 8½ из 9   | Команда — чемпион, 1-е место на доске   |
| 1991—1995                 | 10-й командный чемпионат мира (заочная олимпиада; сборная СССР, 6-я доска) | 10-й командный чемпионат мира (заочная олимпиада; сборная СССР, 6-я доска) |    |    |   | 8 из 9    | Команда — чемпион, 1-е место на доске   |
| 1998                      | Мемориал Б. Кажича                                                         | Мемориал Б. Кажича                                                         |    |    |   |           |                                         |
| 2002—2007                 | 17-й чемпионат мира                                                        | 17-й чемпионат мира                                                        | 1  | 10 | 3 | 2½ из 14  | [ 11 ]                                  |